# Leonardo Giordani
Leonardo Giordani (Roma, 27 de maig del 1977) és un ciclista italià, ja retirat, que fou professional des del 2000 al 2013. En el seu palmarès destaca el Campionat del món en ruta sub-23 del 1999.

## Palmarès
- 1997
  - Vencedor d'una etapa al Giro de la Vall d'Aosta
- 1998
  - 1r al Piccolo Giro de Llombardia
  - Vencedor d'una etapa al Giro de la Vall d'Aosta
- 1999
  -  Campió del món en ruta sub-23
  - 1r al Trofeu Gianfranco Bianchin
  - 1r al Giro de les Regions i vencedor d'una etapa

### Resultats al Giro d'Itàlia
- 2003. 90è de la classificació general
- 2004. 75è de la classificació general
- 2011. 114è de la classificació general